# Akash Sangwan
Akash Sangwan (sinh ngày 28 tháng 10 năm 1995) là một cầu thủ bóng đá người Ấn Độ thi đấu ở vị trí tiền đạo chạy cánh trái cho Minerva Punjab ở I-League.

## Sự nghiệp
Sinh ra ở Chandigarh, Sangwan là một sản phẩm của hệ thống trẻ Minerva Punjab hay còn được biết với tên Minerva Academy. Sangwan ở lại với Minerva Punjab khi họ được thăng hạng I-League và ra mắt cho câu lạc bộ ngày 30 tháng 4 năm 2017 trước DSK Shivajians. Anh đá chính được 41 phút và Minerva Punjab hòa 4–4.
Mùa giải tiếp theo, Sangwan ghi bàn thắng chuyên nghiệp đầu tiên trước Aizawl ngày 26 tháng 2 năm 2018. Bàn thắng ở phút 51 của anh là bàn thắng đầu tiên trong chiến thắng 2–0 victory giúp Minerva Punjab leo lên đầu bảng xếp hạng I-League. Sau đó câu lạc bộ chính thức có được danh hiệu, cũng là đầu tiên trong sự nghiệp của Sangwan.

## Thống kê sự nghiệp
Tính đến 16 tháng 4 năm 2018
| Câu lạc bộ          | Mùa giải            | Giải vô địch        | Giải vô địch | Giải vô địch | Cúp     | Cúp       | Châu lục | Châu lục  | Tổng    | Tổng      |
| Câu lạc bộ          | Mùa giải            | Hạng đấu            | Số trận      | Bàn thắng    | Số trận | Bàn thắng | Số trận  | Bàn thắng | Số trận | Bàn thắng |
| ------------------- | ------------------- | ------------------- | ------------ | ------------ | ------- | --------- | -------- | --------- | ------- | --------- |
| Minerva Punjab      | 2016–17             | I-League            | 1            | 0            | —       | —         | —        | —         | 1       | 0         |
| Minerva Punjab      | 2017–18             | I-League            | 5            | 1            | 1       | 0         | —        | —         | 6       | 1         |
| Minerva Punjab      | Tổng                | Tổng                | 6            | 1            | 1       | 0         | 0        | 0         | 7       | 1         |
| Tổng cộng sự nghiệp | Tổng cộng sự nghiệp | Tổng cộng sự nghiệp | 6            | 1            | 1       | 0         | 0        | 0         | 7       | 1         |

## Danh hiệu

### Câu lạc bộ
Minerva Punjab
- I-League: 2017–18